# 谐拉康
谐拉康，又译“夏拉康”，位于西藏自治区拉萨市墨竹工卡县尼玛江热乡谐村，是一座藏传佛教格鲁派寺院。该寺的《谐拉康碑》是著名的吐蕃碑刻，对研究西藏历史及藏文发展史都有极高的价值。

## 简介
谐拉康，又称“伍茹上部谐拉康”，因为其位于拉萨河（几曲）上游。谐拉康位于拉萨市区以东80公里的墨竹工卡县尼玛江热乡谐村，位于拉萨河（几曲）上游的玛热柏曲西岸。此处河谷广阔，是拉萨河（几曲）上游的产粮地。谐拉康因《谐拉康碑》（谐拉康盟文诏敕碑）而知名，古籍记载其文字“字体如狮子扑天和珍珠宝串”。
《贤者喜宴》ja卷108页载，毗摩米特罗为了考验娘·定埃增是否具有宗教根器，便将一无顶竹帽置于仓房口上，让娘·定埃增用此帽任取青稞，结果娘·定埃增竟然用这顶破帽子装了满满一大仓房的青稞。后来，用这些青稞作为资金，兴建了该寺，命名为“谐拉康”，意思是“帽儿寺”。
据说，娘·定埃增将谐拉康的地址选定于此。传说，建造该寺的娘·定埃增原在附近山洞修行，后来他出外化缘，施主布施其五百匹骡马驮运的东西，问他如何带走，他用神变将这些东西全装进帽子带走了。此后，他利用这批募化所得之物作为资金，兴建了该寺，他的弟子们将其称为“谐拉康”，意为“帽神殿”。
21世纪初，谐拉康的喇嘛次仁边翻书边介绍称，当时“吐蕃赞普笃信佛法，在蕃地建修行院、讲经院和戒律院等数十座。”热巴巾王将御前小议会献给僧人。众译师请求称：“蕃民难以教化，故须依法加以管理保护。出家人是遵照导师佛陀的教导，从事教化事业，故不宜执法，我等不接受议会权。”赞普称：“对不遵循教导的人，我让尚伦们去处置。请你们管理政务吧！”为信奉佛法三宝，热巴巾王将发辫铺开以当作出家人的坐垫，对刚刚出家的僧人也行顶足礼。就连在俗人身上看见一块黄色的补丁，也要行礼。
黎吉生1948年至1949年拍摄的照片中，谐拉康规模非常大，由多栋建筑组成。后殿正中央供奉大日如来，四周是其八大随从佛子。大门内设有两尊忿怒金刚。后殿南侧为大阿阇梨莲花生，左右两侧为大班智达比马拉米札、娘·定埃增、赤松德赞、佩若杂纳塑像。后殿北侧有能仁佛讲经说法身像、弥勒佛、文殊菩萨等等。
根据传说，龙魔墨竹司坚曾统治这一地区，危害藏区。为此，在龙魔墨竹司坚盘踞的凶湖上，建了一座威猛诛法佛塔以及一座供奉有三尊曜金刚护法天神的神殿，并且在门口树立了两块石碑。一块刻有赤松德赞至赤德祖赞三代间娘·定埃增的功绩；另一块则刻有赤德松赞先后给娘·定埃增的两封御札（敕令）。后来，还供奉红响铜能仁佛、娘·定埃增、大威德金刚的神像。朗达玛灭佛后，神殿渐趋破败。
《贤者喜宴》ja卷137页载，吐蕃赞普赤德松赞虑及过去曾经发生玛尚春巴杰毁灭佛法之事，故特地颁赐盟文，勒石以永存。朗达玛（达磨）继任吐蕃赞普之后，迫害佛教徒，玛·仁钦乔和娘·定埃增一起被杀。
《西藏通史—— 松石宝串》描述了朗达玛灭佛的情景：“灭佛开始后，拉萨大昭寺和桑耶寺被作为屠宰场，后来又变成了狐穴和狼窝，其他多座庙也被毁。那些灭佛者把凡是看到的佛典有的焚毁，有的扔进湖水中，有些埋在地下。凡是没有逃走的班智达，有的被流放到门域，玛·仁钦乔和娘·定埃增等多人被弑杀，多数僧人逃往比较偏僻的地方，没来得及逃走的僧人被迫还俗，不听者杀之，还有一部分僧人作王臣的上马台和狩猎者。”
西藏佛教后弘期时，谐拉康的长者当玛伦杰将秘密藏在地下的佛像取出，隆钦祖师修缮了该神殿，将石碑重新树立，并设置管理神殿的僧人。殿堂内供奉有新塑的隆钦祖师的本尊 ——宝帐怙主神像以及欲界神女像，还陈放着斧钺刀矛、箭杖等等兵器。后来，又在僧众集会厅塑宗喀巴、阿底峡、仲·杰瓦究乃、十六罗汉像。该寺改奉格鲁派后，还供奉许多轨范师塑像，其中有曾任甘丹赤巴者。寺庙的管理一度由色拉寺切扎仓负责。文化大革命期间，该寺曾遭一次毁坏。
谐拉康是西藏早期寺庙之一，佛殿内的殊胜佛像以及刻有赤德松赞允诺的誓言石碑，都是非常宝贵的文物。谐村对面的山上还有一与《谐拉康碑》几乎同时期的刻石。
21世纪初，谐拉康有4名僧人。2011年，西藏自治区文化厅、拉萨市文物局的文物专家以及工作人员来到墨竹工卡县，对10座大型寺庙的现存藏文古籍（主要是经文）进行普查登记，经过鉴定，直贡梯寺、德仲寺、艾玛日寺、芒日岗寺、羊日岗寺、谐拉康、帮萨寺、仁青林寺、松玛拉康、赤康拉康现存藏经中，57余函藏经有古籍保护价值，另外40余函藏经由于损坏严重，无法鉴别。此外，这些文物专家还鉴定了墨竹工卡县甲玛乡松玛拉康最近出土的文物，确定此次出土的经文的历史均有500至600年。

## 谐拉康碑
《谐拉康碑》（又称《谐拉康盟书刻石》）是吐蕃赞普赤德松赞（热巴巾）为表彰娘·定埃增而颁诏刻立的记功碑。藏文佛教史书记载，碑上刻有赤德松赞给娘·定埃增的盟文。该碑有两块，分别称《谐拉康碑甲》、《谐拉康碑乙》。原碑立于今墨竹工卡县的止贡宗萨区的谐拉康大门口东西两侧，西侧碑高3.65米，称为《谐拉康碑甲》，碑文62行，东侧碑高约2.9米，称《谐拉康碑乙》，碑文约49行。后来，两座碑受到损毁而断裂，碑文模糊。《谐拉康碑》是已知唯一的吐蕃历史上吐蕃赞普专门为高僧立的碑。
朱塞佩·图奇、黎吉生、王尧、李方桂、恰白·次旦平措等藏学家都曾经研究谐拉康碑文。李方桂认为，西面碑文是800年至810年间造，东面碑文是812年造。李方桂、柯蔚南《古代西藏碑文研究》载，“西边石碑的碑文61行是赤德松赞的一道敕令，大概是在他统治初期颁赐的。它是一道赐予娘·定埃增部族地位、官衔、特权和免税权的敕令。”

### 谐拉康碑甲
《谐拉康碑甲》刻有藏文正书，共有六十二列，其中吐蕃时期的藏文特点明显。1979年王尧访问谐拉康时，见谐拉康已毁，此碑尚存，但碑顶已经落下。1952年，黎吉生（Hugh Edward Richardson）在JRAS上发表了对该碑的解读。
藏学家王尧所作的《谐拉康碑甲》汉文译文如下（括号内为王尧添加）：

天降之王圣神赞普赤德松赞之诏敕：
永远授予班第·娘·定埃增盟书誓文。
班第·定埃增为人自始至终忠贞不二。予幼冲之年，未亲政事，其间，曾代替予之父王母后亲予教诲，又代替予之舅氏培育教养。父系子侄兄弟，母系子弟上下人等，莫不悦乐称庆。对众人每倡有利之建言，并躬自践行，一切事业成就，广被利乐，忠贞不渝。迨父王及王兄先后崩殂，予尚未即位，斯时，有人骚乱，陷害朕躬，尔班第·定埃增了知内情，倡有益之议，纷乱消泯，奠定一切善业之基石，于社稷诸事有莫大之功业。及至在予之驾前，常为社稷献策擘划，忠诚如一，上下臣工奉为楷模栋梁，各方宁谧安乐。及任平章政事之社稷大论，一切所为，无论久暂，对众人皆大有裨益。如此忠贞，超越此前任何一人，奉献一切力量效忠尽职。予窃思之，参比往昔宫廷表册，施予相应之惠，而班第本人，持臣民之礼，遵比丘之规，不肯接受。感恩报德，勗忠勉良乃是先王陈法，予乃下诏，授与班第·定埃增重盟大誓，赐以雍仲永固之权力，长远、平安。为令人民普遍知晓，于三宝所依之此神殿之处，敕建盟誓文龛，立碑树石。而盟书誓文，明白勒诸石上，四周封以大印而覆盖之。子孙后世继位主政者，平章政事，社稷大论，后来从政官员人等，凡盟书誓文中所有者、碑上书列各款，不得减少，不得更改，不得变动。无论何时，赞普世代子孙，对班第·定埃增祖先大论——“囊桑努贡”之子孙后代，予以青睐照管，安置为适宜之职守，如其所能予以褒奖宣扬。若为他人欺压凌辱、或有奸人谗言，均由王廷作主保护。设或有罪而不实，则决不听信离间、决不听从谗言。“囊桑努贡”之子孙后代，若有某人对社稷及赞普政躬心怀二志，或作其他歹事，处罪仅于一身，其兄弟子侄不得连坐，不置他人于法，不予责谴，唯有罪者受罚。其永久持有之告身及家世令名不得湮没，所任职司大位仍着令继续操持。其部落“岱本”一职，仍予世袭承传。“囊桑努贡”之子孙后代之奴隶、牧场、草料、园林等项，无论何时，设或断绝后嗣，或因罪置狱，王廷亦不没收，亦不转赐他人。下面臣僚未呈献（赞普）之前，不得以任何方式抢夺或没收等。永远永远，赐与论“囊桑努贡”之子孙后代，社稷安谧鸿固之盟书誓文，不予变更，无论何时，不予修改，并均于予之驾前盟誓。王兄牟茹赞普与王（太）后戚族，诸小邦、平章政事社稷大论以下、诸大尚论均使其参与盟誓，誓文封以雍仲之印。
有关班第·定埃增如何忠贞、如何效力、对社稷如何利济、所盟誓文如何等等详尽节目，均书于诏敕盟书之内，而藏于密处。其一副本盖印加封，置于此敕龛内。另一副本，盖印加封，交付（娘氏）执掌之！
娘·定埃增祖先之叔伯旁支，“伊公”之后代，亦授以盟誓诏敕。往昔，娘氏、韦氏对王廷忠贞相侔，效力相埒，但与韦氏相比，对娘氏恩泽稍欠周详。今者，予下诏，对娘氏之盟书誓文另有增益也。
此盟书誓文神龛何时若需开启，予之子孙执掌社稷者派遣可以信赖之堪布、忠直主盟者三人以上，授与此任，而共同携手并出此盟书。后，仍如往昔，盖印加封，堪布用印，安置之！

### 谐拉康碑乙
《谐拉康碑乙》刻有藏文正书，四十九列，文字与《谐拉康碑甲》风格相同。该碑是吐蕃赞普赤德松赞颁赐娘·定埃增的盟书誓文的刻石，也立在谐拉康院内。1979年，王尧到谐拉康访问时，见此碑已断为三段，存放在仓库北墙下。
碑文中提到的立于赤德松赞继位的后一个龙年，应当是812年（壬辰）。
藏学家王尧所作的《谐拉康碑乙》汉文译文如下（括号内为王尧添加）：

天神来作人主，圣神赞普赤德松赞之诏：
再赐班第·娘·定埃增之盟书誓词。
班第·定埃增为予之社稷擘画谋略，竭尽全力。往昔，盟誓之时，即赐予诏文及与效力相等之权利，与之相应之恩泽。但，班第本人对所赐予之恩泽，祈请恳辞，不愿接受。予思之，所赐虽与盟书誓文相符，但其恳求减少、降低，则与效力大小之权利不相适应矣。对娘·定埃增施恩微薄而亏待于彼，予心有憾焉。班第·定埃增于予之驾前，参与社稷大事。予掌政之日起，即对予政躬，对社稷政务，倡有益与久暂之善议，行有利于众人之大事，上下安宁，共同受益，忠贞之念耿耿，效力之勤昭昭。为增添誓文内容，予窃思之：班第虽恳辞往昔盟书誓文之颁赐，不愿再求超越，然，对其竭力效顺之还报，恩泽岂能泯灭，应予相应适宜之赏赐。君长臣工商议如一，应于前所颁赐盟书誓文内容之上，有以加之：
班第·定埃增忠贞不二，竭尽效力之故，特加恩泽，乃于后一龙年，驻驆温江岛宫之时，下诏、颁赐增新内容，较之往昔雍仲永固之誓文，尤加赞颂褒奖。论“囊桑努贡”之子孙后代，有人分驻于藏、堆等地者，亦授以文书告身之尚论职权，若有罪谴或生命遭到暗算、加害之时，无论何人所为，对此阴谋之人以及前来讲情之人，均不看情面，不马虎了事，作为阴谋而予以处刑。凡献与寺庙之奴户、地土、牲畜，其他臣民上下人等概无权干预，等等。于往昔盟书誓文之上，复增新文，如盟书所誓，永远恪守祗遵。于予之驾前盟誓者：王后之戚族、诸小邦、社稷诸大论、大小尚论诸寮寀，均参加盟会、起誓。增新内容之盟书誓词，永固久安。
为令众人普遍知晓计，乃将誓文勒诸石上，四周盖印护持，置于神殿及盟誓文龛之内，后代掌政君臣，无论何时，于此二盟书誓文上所许各款，此二碑上所刻之文，永远不得减少，不得修改，不得变更！
前誓之上，复增新盟，细密节目，书于诏敕之中，藏于秘府。其一，与前之盟书誓文一并置于龛内，另一，令（娘氏）执掌之。

## 谐拉康刻石
《谐拉康刻石》位于谐拉康右侧山后，无题款，为就原地岩石打磨平整之后镌刻。《谐拉康刻石》为藏文正书，十二列，字迹与上述两碑相同，具有吐蕃时期的特点。根据其内容，似乎是刻于谐拉康建寺以前。此类摩崖刻石，吐蕃时期较常见，用以纪功述德。
学者王尧的译文如下：

……作为人间怙主，降临大地。后，又重返天宫。无穷无尽，难以口述，亦难写尽，不复赘书。
自天神六兄弟起，中经“曲”、“其”二代，“达尼”三代，“泽”三代，“秋波”三代，“金保”三代等，圣种由此而分衍……
……之祖、保东泽聂、道尔孔……恰葛罗……现有云子止……。

## 延伸阅读
- Hugh Edward Richardson, Tibetan inscriptions at Zva-hi Lha Khang, London: Journal of the Royal Asiatic Society, (1952): 133-54 (1953): 1-12.
- 浅论噶琼与谐拉康立碑之历史背景，西藏大学学报:藏文版2010年 第3期